# Billy Merasty
Billy Merasty (Manitoba, 1960) è un attore e drammaturgo canadese di discendenza Cree.

## Biografia e carriera
All'età di 17 anni si trasferì a Toronto, dove frequentò un programma scolastico teatrale per giovani delle Prime nazioni; in seguito ad esso, lanciò la sua carriera da attore. 
Da allora, ha lavorato estensivamente a teatro sia come attore che come drammaturgo, in particolare per il Native Earth Performing Arts di Toronto. Per quanto riguarda cinema e televisione, tra i suoi lavori si ricordano Il confessionale, Exotica, Liberty Street, The Red Green Show, Moose TV e Stardom.
Inoltre, Merasty ha scritto due opere teatrali: Fireweed, prodotta nel 1992, e For Godly and Divinia (2001).
Merasty è apertamente gay, ed è legato al commediografo Tomson Highway ed al ballerino René Highway.

## Filmografia parziale
- Relic Hunter – serie TV, episodio 3x16 (2002)